# Arne Herløv Petersen
Arne Herløv Petersen (født 14. marts 1943 i København) er en dansk forfatter og oversætter. Han bor på Langeland. Han har arbejdet som journalist ved Aktuelt og Ritzaus Bureau og som redaktør af Studenterbladet 1963-65. Han tog studentereksamen i Milwaukee i Wisconsin i 1961 og i København 1962. I 1971 blev han cand.phil. i historie med speciale om Emil Wiinblad og Social-Demokraten 1881-1911. Materialet er i omarbejdet form udgivet i artikelsamlingen Fra den forkerte verden (2004).
Allerede i 1954 i en alder af 11 år blev Arne Herløv Petersen ansat ved Social-Demokratens børneside. I 1958 fik han som 15-årig sin debut i antologien Unge meninger om Vi Mennesker, og sin selvstændige debut i 1962 med Digte. Hans romandebut fulgte i 1963 med Morgensol og glasskår
Arne Herløv Petersen har ca. 500 gange oversat amerikansk litteratur: Bl.a. Jack Kerouac, Thomas Pynchon, Kurt Vonnegut, Philip Roth, Norman Mailer, Douglas Coupland, Richard Ford, James Lee Burke og James Ellroy. Desuden science fiction, blandt andre Ray Bradbury, Isaac Asimov, Arthur C. Clarke, J.G. Ballard. Dertil kommer oversættelser af lyrik som gendigtninger af kinesiske kortdigte, oversættelser af James Joyce, Edgar Allan Poe, Lewis Carroll, Edward Lear, Jean-Joseph Rabearivelo og Kobayashi Issa.

## Udvalgte værker
| Titel                             | År   | Genre                |
| --------------------------------- | ---- | -------------------- |
| Digte                             | 1962 | Digtsamling          |
| Ting                              | 1965 | Digtsamling          |
| Tegn                              | 1973 | Digtsamling          |
| Vers                              | 1984 | Digtsamling          |
| Ord                               | 1987 | Digtsamling          |
| Kort                              | 2008 | Digtsamling          |
| Epitafium                         | 2008 | Digtsamling          |
| Frø                               | 2013 | Digtsamling          |
| Perronens længsel efter luftskibe | 2015 | Digtsamling          |
| Form                              | 2016 | Digtsamling          |
| Fugle kan ikke flyve              | 2018 | Digtsamling          |
| Udvalgte digte                    | 2018 | Digtsamling          |
| Set                               | 2021 | Digtsamling          |
| Dryp                              | 2022 | Digtsamling          |
| Morgensol og glasskår             | 1963 | Roman                |
| Forår i San Francisco             | 1966 | Roman                |
| Stynede gopler                    | 1966 | Roman                |
| Rugbrød til Himalaya              | 1972 | Roman                |
| Lysets hastighed min styrke       | 1973 | Roman                |
| Imod fremtids fjerne mål          | 1975 | Roman                |
| Fredsrejsen                       | 1983 | Roman                |
| Stenen og jorden                  | 1984 | Roman                |
| Blussende våger                   | 1991 | Roman                |
| Med åben pande                    | 1992 | Roman                |
| Duens tænder                      | 1993 | Roman                |
| Guldgrisen                        | 1994 | Roman                |
| Himlen under jorden               | 1994 | Roman                |
| Helgardering                      | 1994 | Roman                |
| De tre aber                       | 2002 | Roman                |
| Tsunami                           | 2003 | Roman                |
| Simmer                            | 2005 | Roman                |
| Fjerne mål                        | 2006 | Roman                |
| Grænseløs                         | 2014 | Roman                |
| Nidkære guder                     | 2014 | Roman                |
| Zephyr                            | 2017 | Roman                |
| Hvede                             | 2019 | Roman                |
| Klinte                            | 2020 | Roman                |
| 536                               | 2020 | Roman                |
| Protektor                         | 2023 | Roman                |
| C                                 | 1966 | Novellesamling       |
| Håbet er grønt                    | 1991 | Novellesamling       |
| Usømmelig omgang med fjerkræ      | 2015 | Novellesamling       |
| Krill                             | 2016 | Novellesamling       |
| 536                               | 2020 | Novellesamling       |
| Skueprocessen                     | 2009 | Beretning            |
| Aktindsigt                        | 2017 | Beretning            |
| Gylden oktober                    | 1977 | Rejseskildring       |
| Korn på stengrund                 | 1993 | Verdslige prædikener |

## Politisk ståsted
Om sin politiske observans har Herløv Petersen selv skrevet: "[J]eg var medlem af det lille parti Danmarks Socialistiske Parti 1957-58, af SF fra partiets oprettelse til bruddet i 1967 og af VS fra 1967-1969, da blomsterbørnene overtog magten, og jeg meldte mig ud. Siden har jeg ikke synes, der var noget politisk parti i Danmark, jeg kunne støtte helhjertet til at melde mig ind i det, hvilket naturligvis ikke forhindrer mig i at bruge min stemmeret".

## Spionanklage
Arne Herløv Petersen blev i 1981 anklaget for spionage i det der efterfølgende er blevet kaldt Arne Herløv Petersen-sagen. Arne Herløv Petersen har beskrevet sin version af sagen i bøgerne Skueprocessen. (2009) og Aktindsigt. 2017

## Mikkel Fossmo
I forbindelse med Arne Herløv Petersens 75-årsdag kom det frem, at han har fået udgivet værker under forskellige pseudonymer, herunder Mikkel Fossmo, der fik sin debut i kunst- og litteraturtidsskriftet Hvedekorn (2003) og senere fik udgivet digte i tidsskriftet Øverste Kirurgiske. "Fossmo" debuterede i bogform med "Vækstlaget" (Samlerens forlag 2007). Debutbogen blev foråret 2008 præmieret af Statens Kunstfond uden ansøgning.  I 2009 udkom digtsamlingen "Muldvarp og pelikan", i 2013 digtsamlingen "Epifytten Nikodemus", og i 2016 "Begyndelser", der indeholder godt hundrede begyndelser til romaner, der ikke blev skrevet.